# 莫斯科大主教菲利普二世

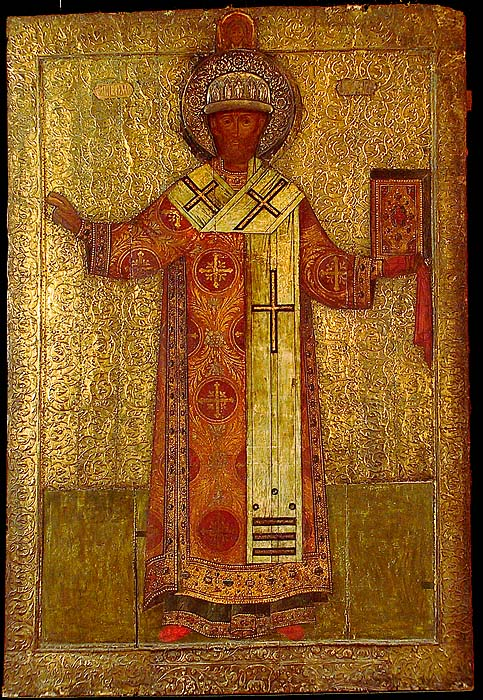
莫斯科大主教菲利普二世

莫斯科大主教菲利普二世（1507年2月11日 - 1569年12月23日）是1566年至1568 年期間的莫斯科及全羅斯牧首。他是第十三位未经君士坦丁堡普世牧首批准而上任的莫斯科大主教。他是少数敢于公开反对伊凡四世的都主教。他曾拒绝祝福伊凡四世，并公开谴责他在實施大屠杀。伊凡四世剝奪菲利普二世的大主教職務並將其逮捕囚禁，最終菲利普二世被伊凡四世的大臣勒死。 